# 徳田進
徳田 進（とくだ すすむ、1907年1月7日 - 1998年4月23日）は、日本の国文学者、高崎経済大学名誉教授。

## 来歴
群馬県高崎市生まれ。
高崎中学校（群馬県立高崎高等学校の前身）卒、群馬師範学校専攻科卒。1939年、東京女子高等師範学校助教授。1941年、東京文理科大学国文科選科修了。1945年9月、群馬師範学校教授。1953年、高崎市立短期大学教授。1956年、「二十四孝の研究 特に近古近世の日本文学との交渉を中心として」で、東洋大学より文学博士。1957年、高崎市立短期大学からの改組により高崎経済大学教授。1966年、学長。1972年、退官、名誉教授、関東短期大学教授。1978年、勲三等旭日中綬章叙勲。
1998年、肺炎のため死去。

## 人物
近世文学を専攻。晩年は「すすむ童詩」など童謡、子供の詩を書いた。
兄は関東短大教授・徳田浄、息子は明治大学教授・徳田武。

## 著書
- 『実践解明の読み方教育』厚生閣、1934
- 『尋一・尋二の読方』厚生閣、1935 教へ方全書
- 『力の実践国語教育』啓文社、1936
- 『読みの実践』晃文社、1936
- 『読方教育体系 第12巻 読方教育実践諸問題』晃文社、1939
- 『孝子説話集の研究 二十四孝を中心に』井上書房、1963-1964 のちクレス出版
- 『頼山陽の社会経済思想 通議と新策の研究』芦書房、1971
- 『頼山陽と明治維新 「通議」による新考察』芦書房、1972
- 『宮部万女の人と文学』高文堂出版、1974
- 『橘守部と日本文学 新資料とその美論』芦書房、1975
- 『子供の詩と歌』雄景社、1976
- 『童詩童謡』雄景社、1976
- 『童詩と歌』雄景社、1977
- 『竹取物語絵巻の系譜的研究 橘守部作竹取物語絵巻への展開』桜楓社、1978
- 『童詩の味』雄景社、1978
- 『母と子の童詩』天華堂、1978 すすむ童詩集
- 『ぼくらの詩とうた』芦書房、1979 すすむ童詩集
- 『よもう・歌おう』尾形篤信 作曲 芦書房 1979 すすむ童詩集
- 『続・童詩の味』芦書房、1980 すすむ童詩集
- 『江戸の笑話』教育出版センター、1983 古典選書
- 『江戸の笑い話』教育出版センター、1983 サンシャインカルチャー
- 『新考文月浅間記』芦書房、1985
- 『中国古典の実践経営学』芦書房、1986
- 『中国古典と日本近代文学との交渉』芦書房、1988
- 『羽鳥一紅の人と文学 続新考文月浅間記』芦書房、1989
- 『新考亀田鵬斎』ゆまに書房、1990
- 『日中比較文学上の『孔子』』ゆまに書房、1991
- 『項羽と劉邦』の研究 漢楚軍談の受容に見る』ゆまに書房、1992
- 『山月記』の比較文学上の新考察』ゆまに書房、1993
- 『新考日中比較山水文学』ゆまに書房、1995
- 『小説『李陵』新考』ゆまに書房、1996
- 『近世上毛の女性の紀行文 未紹介資料『松しま道の記』を中心として』ゆまに書房、1997

### 共著など
- 『上代文学新考』徳田浄共著 教育出版センター 1980
- 宮部万女『木草物語』編 古典文庫、1982